# 14 Dywizja Piechoty „Isonzo”
14 Dywizja Piechoty „Isonzo” – jeden z włoskich związków taktycznych piechoty okresu II wojny światowej.
Dywizja brała udział w inwazji na Jugosławię, popełniała zbrodnie wojenne w czasie akcji pacyfikacyjnych przeciw partyzantom. Rejon działania: Gorizia, Postojna, Kalce, Logatec, Kočevje. Rozwiązana w 1943.

## Skład w 1940
- 23 pułk piechoty,
- 24 pułk piechoty,
- 6 pułk artylerii,
- 98 legion Czarnych Koszul,
- 14 batalion moździerzy,
- 14 batalion saperów,
- 14 kompania przeciwpancerna,